# Čepice

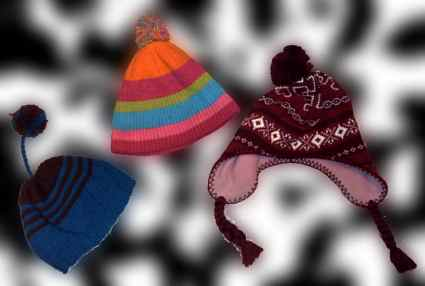
Tři zimní čepice

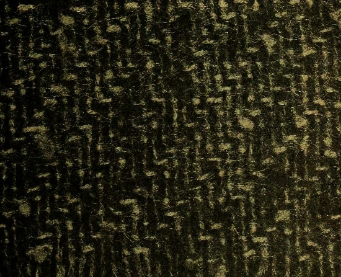
Lehčí vlněná tkanina na čepice (320 g/m²) z roku 1914 ze středně jemné vlny,shoddy a nopků (70/25/5%)

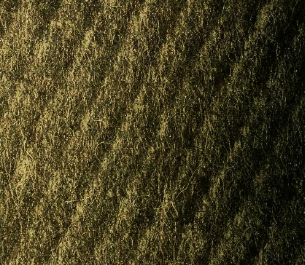
Těžká tkanina (680 g/m²) z vlny a schoddy (50/50%) zplstěná a mírně počesaná

Čepice je pokrývka hlavy, která obvykle přiléhá těsně k hlavě a na rozdíl od klobouku nemá žádný okraj, pouze „kšilt“ (nespisovně, germanismus, z německého Schild, stínítko) v případě kšiltovky. Často se nosí proto, aby ochránily hlavu před chladem, větrem nebo slunečním zářením, případně pomocí kšiltu zrak před oslněním. Existuje celá řada typů, tvarů a velikostí čepic. Jedním z nejrozšířenějších druhů jsou baseballové čapky.
Poprvé se tyto pokrývky hlavy objevily snad již v někdy v 32. století př. n. l., tedy před 3200 lety.

## Typy
- Baret
- Bekovka
- Biret
- Brigadýrka
- Čáka
- Fez
- Frygická čapka
- Hučka
- Képi
- Kipa
- Kšiltovka
- Lodička
- Noční čepice
- Papacha
- Plavecká čepice
- Solideo
- Ťubetějka
- Ušanka

## Materiál na čepice
Čepice jsou nejčastěji pletené z přírodních i umělých materiálů. Volba materiálu je závislá na způsobu použití a ročním období. Ze základních materiálů dávají odborníci přednost bavlně a vlně před 
polyesterem a polyamidem. 